# KJ-600 (航空機)
KJ-600
- 用途：早期警戒機
- 製造者：西安飛機工業公司
- 運用者： 中華人民共和国（海軍航空兵）
- 初飛行：2020年8月
- 運用状況：試験中
- 原型機：Y-7

KJ-600（中国語: 空警600）は、西安飛機工業公司が開発したターボプロップ機。航空母艦に搭載するための早期警戒機として開発されている。

## 設計
西安飛機第903研究所では、航空母艦上での運用を想定した早期警戒機として、同社のY-7輸送機を改装してJZY-01を製作し、2005年から試験に供して、模擬離着艦などを実施した。その試験結果を踏まえた実用機として開発されたのがKJ-600であり、2020年8月に初飛行し、2024年頃の実用化が予測されている。
Y-7と同じくターボプロップエンジンを双発に配しており、その機種はY-7と同じ渦槳5Eあるいは渦槳6Cといわれているが、プロペラは、完全に新しい偃月形5枚ブレードの新型のものになった。Y-7は全幅が29.2メートルもあることから、KJ-600では艦上運用に対応して主翼を折りたためるようにしており、エンジン取付部の外側に折りたたみ位置を設けて後方に曲げ、また後方胴体に沿って密着させるようなスタイルとなっている。また尾翼の設計は完全に変更され、後方胴体のほぼ最後部上面に水平安定板を載せ、その両端とそれらと胴体の間に計4枚の小さな垂直安定板を立てた形状となった。これらはいずれもアメリカ合衆国のE-2に範を取った手法であり、早期警戒レーダーのアクティブ・フェーズドアレイ・アンテナを収容したロートドームを機体背側に搭載した点とあわせて、機体の外見からはY-7の印象は薄くなっており、むしろE-2に近いものとなった。
本機は、CATOBAR方式の「福建」での運用が予定されているほか、STOBAR方式の「遼寧」「山東」でも、ロケット・ブースターを使って加速させることで発艦させる方法が検討されている。

### 諸元・性能
出典: GlobalSecurity.org
諸元
- 全長: 18.14 m (59 ft 6 in)
- 全高: 5.72 m (18 ft 9 in)
- 翼幅: 25 m (82 ft)
- 空虚重量: 25,401 kg (56,000 lb)
- 最大離陸重量: 30,481 kg (67,200 lb)
- 動力: 渦槳5E（英語版）あるいは渦槳6C ターボプロップエンジン、3,805 kW (5,103 hp)    × 2

性能
- 最大速度: 693 km/h (431 mph, 374 kn)
- フェリー飛行時航続距離: 2,800 km (1,700 mi, 1,500 nmi)
- 航続距離: 1,250 km (780 mi, 670 nmi)
- 実用上昇限度: 15,000 m (50,000 ft)

## 関連文献
- Joe, Rick (September 29, 2020), “003 and More: An Update on China’s Aircraft Carriers”, The Diplomat (Diplomat Media Inc.)
- Mizokami, Kyle (Aug 31, 2020), “China's New Plane Sure Looks Like an American Hawkeye Knockoff”, Popular Mechanics (Hearst Magazine Media, Inc.)
- Sutton, H.I. (September 13, 2020), “China’s New Carrier Early-Warning Plane Is More Than A Hawkeye Clone”, Forbes (Forbes Media LLC.)